# Росан (Охајо)
Росан (енгл. Rawson) град је у америчкој савезној држави Охајо.

## Демографија
По попису из 2010. године број становника је 570, што је 105 (22,6%) становника више него 2000. године.
| Група             | 2000.       | 2010.       |
| Белци             | 452 (97,2%) | 537 (94,2%) |
| Афроамериканци    | 0 (0,0%)    | 11 (1,9%)   |
| Азијати           | 1 (0,2%)    | 5 (0,9%)    |
| Хиспаноамериканци | 5 (1,1%)    | 11 (1,9%)   |
| Укупно            | 465         | 570         |